# PDFCreator
PDFCreator is een vrij computerprogramma om PDF-documenten te maken. PDFCreator wordt geïnstalleerd als een virtuele printer en is zodoende vanuit elk programma dat kan printen te gebruiken. Het ondersteunt verschillende PDF-versies, met geavanceerde opties, zoals beveiliging en ondertekening van PDF-documenten. PDFCreator is gratis beschikbaar voor Windows in 39 verschillende talen waaronder Nederlands.

## Geschiedenis
Sinds versie 0.9.6 is er volledige ondersteuning voor Windows Vista. In versie 0.9.7 kwam daar ondersteuning voor Windows 7 (bèta) bij. Vanaf versie 0.9.9 is het mogelijk meerdere printers naast elkaar te draaien. Sinds versie 1.3.0, uitgebracht op 11 maart 2012, maakt PDFCreator gebruik van de GPL 3 (voorheen was dit versie 2). Versie 1.3.0 maakte gebruik van GhostScript 9.05.

## Verdacht vanspyware
Sinds versie 0.9.7 wordt, bij een standaard installatie van PDFCreator, ook een webbrowser-uitbreiding geïnstalleerd die het gedrag van de webbrowser wijzigt. Zo worden in de webbrowser de standaard zoekmachine, het gedrag van de adresbalk en pagina's met foutmeldingen aangepast. De browser toont reclame met betrekking tot de zoektermen in een nieuwe tabpagina.
De webbrowser-uitbreiding wordt niet geïnstalleerd wanneer men tijdens de installatie de component 'PDFCreator Browser Add On' uitvinkt.
Omdat de gebruikersovereenkomst bij PDFCreator deze browseraanpassing beschrijft, hebben sommige antivirusproducenten de PDFCreator-toolbar als 'niet schadelijk' aangemerkt.
Vanaf versie 1.6.1 kan er een add-on, genaamd SaveByClick geïnstalleerd worden. Deze plaatst willekeurig advertentielinks in alle webpagina's en is lastig volledig te verwijderen. Bij de installatie wordt wel gevraagd of SaveByClick geïnstalleerd mag worden, maar dit wordt gemakkelijk over het hoofd gezien.